# Tioészter

Sziqszerkezete

## Szintézisük
Számos módszerrel előállíthatók, de a fő eljárás tiolok és karbonsavak vízelvonószer jelenlétében végzett kondenzációs reakciója:
RSH  +  R'CO2H   →   RSC(O)R'  +  H2O
Gyakran használt vízmegkötő az N,N'-diciklohexilkarbodiimid (DCC) vagy hozzá hasonló reagensek. Savanhidridek és egyes laktonok is reakcióba lépnek tiolokkal, bázis jelenlétében.
Alkoholokból kényelmesen előállíthatók tioecetsav felhasználásával (Mitsunobu-reakció).
Ugyancsak tioésztert szolgáltat az alkinek és alkének tiolok jelenlétében végzett karbonilezése.

## Reakcióik
A tioészterek karbonil szénatomja nukleofilekkel szemben reakcióképes, a reakciókészség a savkloridokéra emlékeztet, de enyhébb azokénál. A tioészterek így aminokkal amidokat adnak:
 Thioesters provide useful chemoselectivity in the synthesis of biomolecules.
A tioészterek egyedülálló reakciója a Fukuyama-kapcsolás, melynek során a tioészter palládium katalizátor hatására cinkorganikus halogeniddel kapcsolódva ketonná alakul.
A tioészterek karbonilcsoportjával szomszédos C−H kötés enyhén savas (erősebben, mint az észterekben) és aldolkondenzációs reakcióra képes. Ilyen reakció játszódik le a zsírsavak bioszintézise során.

## Biokémia

Az acetil-koenzim-A – számos biomolekula bioszintézisében kulcsfontosságú tioészter – szerkezete

A tioészterek számos bioszintetikus reakcióban intermedierek, többek között a zsírsavak és a mevalonát, a szteroidok előanyagának képződésében és lebontásában is előfordulnak. Ilyen vegyületek például a malonil-CoA, acetoacetil-CoA, propionil-CoA és a cinnamoil-CoA. Az acetogenezis során acetil-CoA képződik. A szárazföldi biomassza jelentős részét adó lignin bioszintézise a kávésav tioészter származékán át megy végbe.
Ezek a vegyületek a szintetikusan előállított megfelelőikkel analóg módon keletkeznek azzal a különbséggel, hogy esetükben a vízelvonószer az ATP. Ezen kívül a tioészterek fontos szerepet játszanak a fehérjék ubikvitinnel történő megjelölésében, ami a lebontandó fehérjék jelzésére szolgál.

### Tioészterek és az élet eredete
A tioészterek az élet lehetséges előfutárai. Duve szerint:
Árulkodó jel, hogy a tioészterek nélkülözhetetlen köztitermékek számos olyan kulcsfontosságú folyamatban, melyben ATP keletkezik vagy használódik fel. A tioészterek részt vesznek az összes észter, köztük a bonyolult lipidekben találhatóak szintézisében is. Előfordulnak számos sejtkomponens, például fehérjék, zsírsavak, szterinek, terpének, porfirinek és más vegyületek szintézisében is. Ráadásul a tioészterek több, különösen ősi, ATP-t felépítő folyamatban kulcsfontosságú köztitermékek. Mindezen esetekben a tioészter közelebb van az energiát felszabadító vagy felhasználó folyamathoz, mint az ATP. Más szavakkal a tioészterek akár be is tölthették volna az ATP szerepét egy eredetileg ATP-től mentes „tioészter világban”. Végső soron [ezek] a tioészterek nyithatták meg az utat az ATP előtt, annak foszfátcsoportok közötti kötést kialakító képessége révén.

## Izomer vegyületek: tionészterek

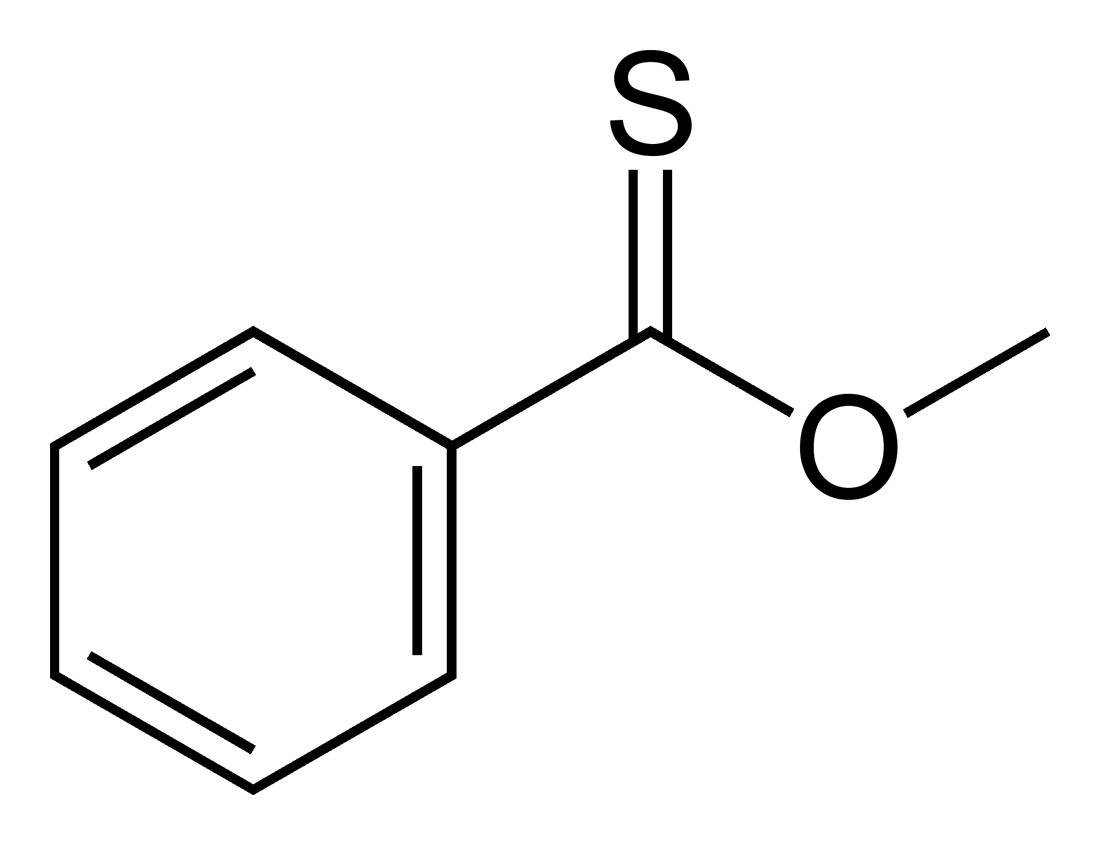
A metil-tionbenzoát szerkezeti képlete

A tionészterek a tioészterek izomerjei. A tionészterekben a kénatom az észter karbonil oxigénjét helyettesíti. A metil-tionbenzoát képlete C6H5C(S)OCH3. Ezeket a vegyületeket jellemzően tioacil-klorid és alkohol reakciójával állítják elő, de észterekből is előállíthatók Lawesson-reagenssel.

## Fordítás
Ez a szócikk részben vagy egészben  a   Thioester című angol Wikipédia-szócikk ezen változatának fordításán alapul.  Az eredeti cikk szerkesztőit annak laptörténete sorolja fel. Ez a jelzés csupán a megfogalmazás eredetét és a szerzői jogokat jelzi, nem szolgál a cikkben szereplő információk forrásmegjelöléseként.